# Rick Hunter (Robotech)
Rick Hunter, in originale Hikaru Hichijō (一条輝?, Hichijō Hikaru) è un personaggio immaginario della serie animata giapponese Macross, adattata negli anni ottanta in Robotech dalla statunitense Harmony Gold.
Doppiato in italiano dal doppiatore e voce radiofonica Tony Severo, è il personaggio protagonista della prima serie di Robotech. Nei primi episodi viene presentato come diciannovenne pilota acrobatico di un circo volante. Al termine della serie egli matura e diventa un rispettato ed esperto comandante di caccia militari.
Rick nasce nel 1990, originariamente è influenzato dalle idee pacifiste del padre, almeno fino a che la durezza della guerra iniziata dalla razza aliena conosciuta come Zentradi, la quale attacca la Terra, non lo colpisce direttamente. Durante la serie, Rick cercherà di conciliare i suoi sentimenti personali, con la realtà della guerra e la necessità di confrontarsi con un'incredibile razza aliena.

## Prima guerra di Robotech
Il primo episodio inizia con Rick Hunter che arriva come visitatore nell'isola di Macross nel 2009, per vedere il lancio della astronave Super Dimensional Fortress One. Grazie al suo "fratellone" Roy Fokker, Rick riesce ad entrare nella cabina di un caccia trasformabile, un Varitech e rischia di schiantarsi al suolo non sapendolo pilotare, durante la concitazione del primo attacco alieno. Si viene a trovare infine nella bolla di iperspazio quando la SDF-1 inizia il salto spaziotemporale, portando con sé anche l'isola di Macross e tutti i suoi abitanti.
Durante questi fatti, Rick salva una giovane cantante, Lynn Minmay, della quale si invaghisce. Il susseguirsi degli eventi, lo spingeranno ad arruolarsi nelle Forze di Difesa Robotech ed iniziare la carriera che lo porterà a diventare un asso dell'aviazione militare. In questo periodo Rick conosce Lisa Hayes, la disciplinata e riservata comandante in seconda della SDF-1.
Dopo una missione di salvataggio di Lisa su Marte, nella Base Sara, Rick riceve una medaglia d'onore e la promozione a tenente, con una squadra sotto il suo comando (la squadra Vermiglio), e due subordinati Max Sterling e Ben Dixon. Nel corso della serie, Rick matura ed acquista esperienza mentre la SDF-1 si avvicina lentamente alla Terra.
Dopo aver raggiunto la Terra, l'equipaggio della grande nave non è ancora in salvo. In una battaglia in cui si sfidano Myria Parino e Max Sterling, Roy Fokker viene ucciso in combattimento. A quel punto, Rick diventa il comandante del leggendario squadrone dei Teschi Grigi. Rick diviene per la Terra un grande eroe, il comandante delle forze aeree della SDF-1 nelle disperate battaglie dell'ultimo anno della Prima guerra di Robotech. In questo periodo, realizza il suo amore con Lisa Hayes, dopo aver superato l'infatuazione per Minmei.
Dopo la terribile guerra, Rick e Lisa, insieme al comandante Zentradi Breetai, ora loro alleato, costruiscono la SDF-3.

## Forza di spedizione Robotech
Nella Terza guerra di Robotech (a 30 anni dalla prima), Rick Hunter viene nominato ammiraglio al comando della Forza di spedizione Robotech, tornata per liberare la Terra dagli alieni Invid. La SDF-3 non arriverà mai sulla Terra con il grosso della Flotta di spedizione alla fine della serie di Robotech. La ricerca della SDF-3 e dell'ammiraglio Hunter, sono oggetto della successiva serie Robotech: The Shadow Chronicles.

## The Shadow Chronicles
L'ammiraglio Rick Hunter, ha a disposizione la potenza distruttiva dei missili ai neutroni S e dà l'ordine di bombardare il centro principale degli Invid se non si riuscirà a sconfiggerli con mezzi convenzionali, anche se l'uso di tali armi comporterebbe molti caduti, anche fra i civili. Tuttavia, durante i test di lancio dei missili, egli si convince (dopo aver danneggiato gravemente la sua nave e creato un buco nero), che tali armi non debbano essere usati sulla Terra.
Vince Grant, capitano dell'astronave Icarus, viene inviato in soccorso della SDF-3 di cui si sono perse le tracce.